# Karl-Heinz Heddergott
Karl-Heinz Heddergott (ur. 27 sierpnia 1926 w Düsseldorfie, zm. 27 maja 2021) – niemiecki trener piłkarski.

## Kariera
Karierę szkoleniową Heddergott rozpoczął jako trener związku piłki nożnej regionu Rheinland (Fußball-Verband Rheinland), gdzie pracował w latach 1950–1954. Następnie pełnił tę samą funkcję w ZPN Westfalen (Fußball-Verband Westfalen). W 1956 roku był asystentem Seppa Herbergera w reprezentacji RFN, a w latach 1956–1967 pracował w ZPN Mittelrhein (Fußball-Verband Mittelrhein). Następnie od 1967 do 1980 był trenerem w DFB.
W kwietniu 1980 Heddergott objął stanowisko szkoleniowca klubu 1. FC Köln. W Bundeslidze zadebiutował 19 kwietnia 1980 w przegranym 2:3 meczu z MSV Duisburg. W sezonie 1979/1980 zajął z klubem 5. miejsce w Bundeslidze, a także dotarł z nim do finału Pucharu Niemiec, w którym zespół 1. FC Köln został pokonany przez Fortunę Düsseldorf. Heddergott trenował 1. FC Köln do października 1980. Łącznie poprowadził go w 14 meczach Bundesligi.
Pod koniec 1980 roku Heddergott został selekcjonerem reprezentacji Egiptu. Prowadził ją eliminacjach do Pucharu Narodów Afryki 1982, na które nie wywalczyła jednak awansu. W 1982 roku przestał pełnić zajmowane stanowisko. Następnie, w 1984 roku pracował jako dyrektor techniczny reprezentacji Stanów Zjednoczonych, a w 1988 roku prowadził reprezentację Omanu.